# Benjamin, Utah
Benjamin är en ort i Utah County i Utah. Orten fått sitt namn efter grundaren, mormonpionjären Benjamin Franklin Stewart. Enligt 2020 års folkräkning hade Benjamin 1 196 invånare.